# Дёминов, Алексей Дмитриевич
Алексей Дмитриевич Дёминов  (1927—2017) — советский строитель и организатор строительства. Первый заместитель Председателя Госстроя СССР (1979—1986). Лауреат Государственной премии СССР (1979). Заслуженный строитель РСФСР (1977).

## Биография
Родился 19 января 1927 года в селе Косарево, Новодеревеньковского района Орловской области.
С 1942 года в период Великой Отечественной войны А. Д. Дёминов начал свою трудовую деятельность электросварщиком строительных трестов Народного комиссариата авиационной промышленности на строительстве цехов для авиационных заводов в городе Москве и Ташкенте, Узбекской ССР.
С 1946 по 1949 годы обучался на заочном отделении Московского архитектурно-строительного техникума. С 1953 по 1958 годы обучался на Всесоюзном заочном инженерно-строительном институте. С 1946 по 1972 годы работал прорабом, инженером-строителем и главным инженером в строительных трестах города Челябинска и Москвы, занимался строительством жилого, социального и культурного фонда в городе Москве.
С 1972 по 1979 годы А. Д. Дёминов был начальником Главного управления промышленности строительных материалов и строительных деталей при Исполнительном комитете Московского городского Совета народных депутатов, под его руководством были переоборудованы более ста комбинатов, заводов и цехов по производству сборных железобетонных конструкций и строительных материалов, были сооружены спортивные объекты к Летним Олимпийским играм — 1980, занимался реконструкцией таких предприятий как Завод «Калибр», Завода имени Лихачёва и Завода «Москвич», горно-обогатительных и деревообрабатывающих комбинатов, и крупных культурных учреждений таких как Государственный Большой академический большой театр СССР, занимался реконструкцией Кремля.
С 1979 по 1986 годы, в течение семи лет, А. Д. Дёминов был — первым заместителем Председателя Госстроя СССР. С 1983 по 1986 годы обучался на заочном отделении в Академии народного хозяйства СССР. С 1986 по 2016 годы, в течение тридцати лет, А. Д. Дёминов работал — главным редактором журнала «Промышленное и гражданское строительство».
В 1979 году «за разработку и внедрение новых методов изготовления сборных железо-бетонных изделий на предприятиях строительной индустрии Москвы» А. Д. Дёминов был удостоен Государственная премия СССР в области науки и техники.
12 января 1977 года «за большие заслуги в строительной области» А. Д. Дёминов был удостоен почётного звания — Заслуженный строитель РСФСР.
Скончался 5 января 2017 года, похоронен на Троекуровском кладбище города Москвы.

## Награды
- Три Ордена Трудового Красного Знамени

### Премии
- Государственная премия СССР (1979[5])
- Премия Совета Министров СССР[6][3]

### Звание
- Заслуженный строитель РСФСР (12.01.1977[4])